# Ороклини
Оро̀клини (на гръцки: Ορόκλινη) е село в Кипър, окръг Ларнака. Според статистическата служба на Република Кипър през 2001 г. селото има 3310 жители.
Селото е място на защитените плитки солени езера, както и дом на различни видове птици, включително розово фламинго. Има и няколко изоставени параклиси в непосредствена близост до планината.